# Hämoglobinämie
Hämoglobinämie ist ein freies Auftreten des roten Blutfarbstoffs Hämoglobin im Blut. Sie entsteht durch einen hochgradigen akuten Zerfall der roten Blutkörperchen. Das aus den roten Blutkörperchen freigesetzte Hämoglobin wird bis zu einer Menge von 135 mg/dl an Haptoglobin gebunden. Diese Hämoglobin-Haptoglobin-Komplexe werden von Makrophagen abgebaut. Bei erhöhtem Anfall von Hämoglobin verbleibt freies Hämoglobin im Blut. Dieses wird über die Nierenkörperchen in den Primärharn filtriert und in den Nierenkanälchen bis zu einem gewissen Grad zurückgewonnen. Übersteigt die Hämoglobinmenge diese Rückgewinnungsmechanismen, wird Hämoglobin über den Urin ausgeschieden (Hämoglobinurie).